# 千葉県立幕張北高等学校
千葉県立幕張北高等学校（ちばけんりつ まくはりきたこうとうがっこう）は、かつて千葉県千葉市美浜区にあった公立高等学校。
後述する千葉県立幕張東高等学校、千葉県立幕張西高等学校とともに「幕張三高」とも呼ばれた。
幕張三校の在校生及び卒業生、教員は略称として「北高」（きたこう）を用いるが、他校等の一般的には「幕北」（まくきた）とされることもあった。

## 概要
1980年に千葉県立幕張東高等学校（東高）、千葉県立幕張西高等学校（西高）とともに開校。1つの敷地に3校が隣接して建てられており、「東高」は「美術」、「西高」は「音楽」、そして「北高」は「書道」というふうに、特定の芸術科目に力を入れるという特色を持ったカリキュラムを標榜していたが、実際には極一部の生徒を除いて単なる普通科の高校だった。プールは3校共用、他にも共用館と呼ばれる共用施設があった。
1996年に3校は統合し、千葉県立幕張総合高等学校が設立され、「幕張三校」はわずか16年で閉校となった。